# Злість (фільм)
Злість (англ. Vice) — американський трилер 2008 року.

## Сюжет
Після проведення поліцейської операції по захопленню наркоторгівців, хтось починає вистежувати і вбивати поліцейських, що брали участь в тій операції. З'ясовується, що причина в героїні, який зник під час облави. Довіра між напарниками все більше слабшає і головним підозрюваним стає Вокер.

## У ролях
| Актор               | Роль         |
| ------------------- | ------------ |
| Майкл Медсен        | Вокер        |
| Джастін Воррінгтон  | Гукер        |
| Майкелті Вільямсон  | Семпсон      |
| Емі Анеке           | Дарій        |
| Бенжамін Істердей   | бандит       |
| Курупт              | Ті Джей Грін |
| Марк Бун Джуніор    | Багсбі       |
| Джон Кассіні        | Траваліно    |
| Аарон Перл          | Чамберс      |
| Меттью Роберт Келлі | Зелко        |
| Деріл Ханна         | Салт         |
| Ванеса Томасіно     | Паула        |